# طازوطة
الطَّازُوطة نوع من البناء التراثي المتواجد بمنطقة دكالة التاريخية (إقليم الجديدة وإقليم سيدي بنور حاليا) دون غيرها من مناطق المغرب، يتميز بشكله المحدّب (مقعّر معكوس) و باعتماده على مادة وحيدة هي الحجر. تتشكل قاعدة الطازوطة من جدار دائري (عموما) عريض مبني برص الأحجار على بعضها، دون أي إضافات. ويكون الجزء العلوي من الطازوطة مخروطي الشكل، وهو أيضا لا يعتمد إلا على رص الأحجار بطريقة هندسية فريدة تضمن التوازن.
هناك نوع آخر من المنشآت يسمى التوفري. وأحد أصناف التوفري يكون شبيها نوعا ما بالطازوطة في أحد أجزائه.

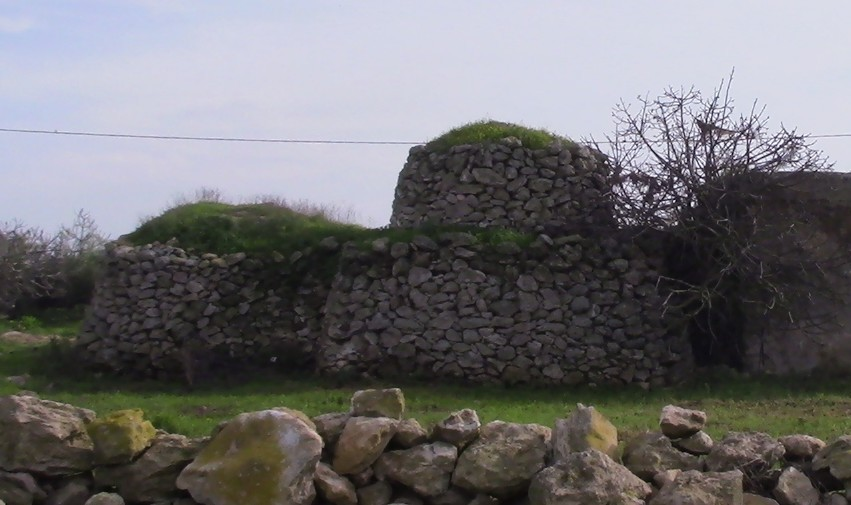
طازوطة بجماعة سيدي عابد - إقليم الجديدة

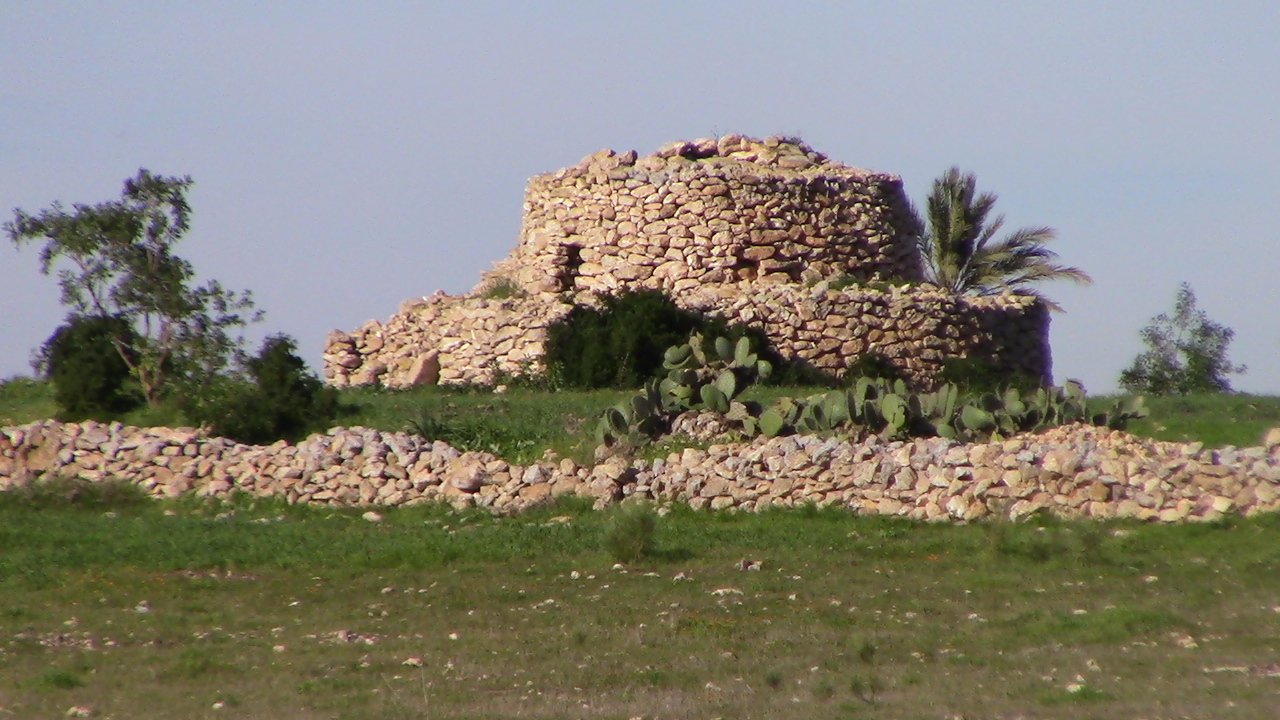
طازوطة بجماعة سيدي عابد - إقليم الجديدة

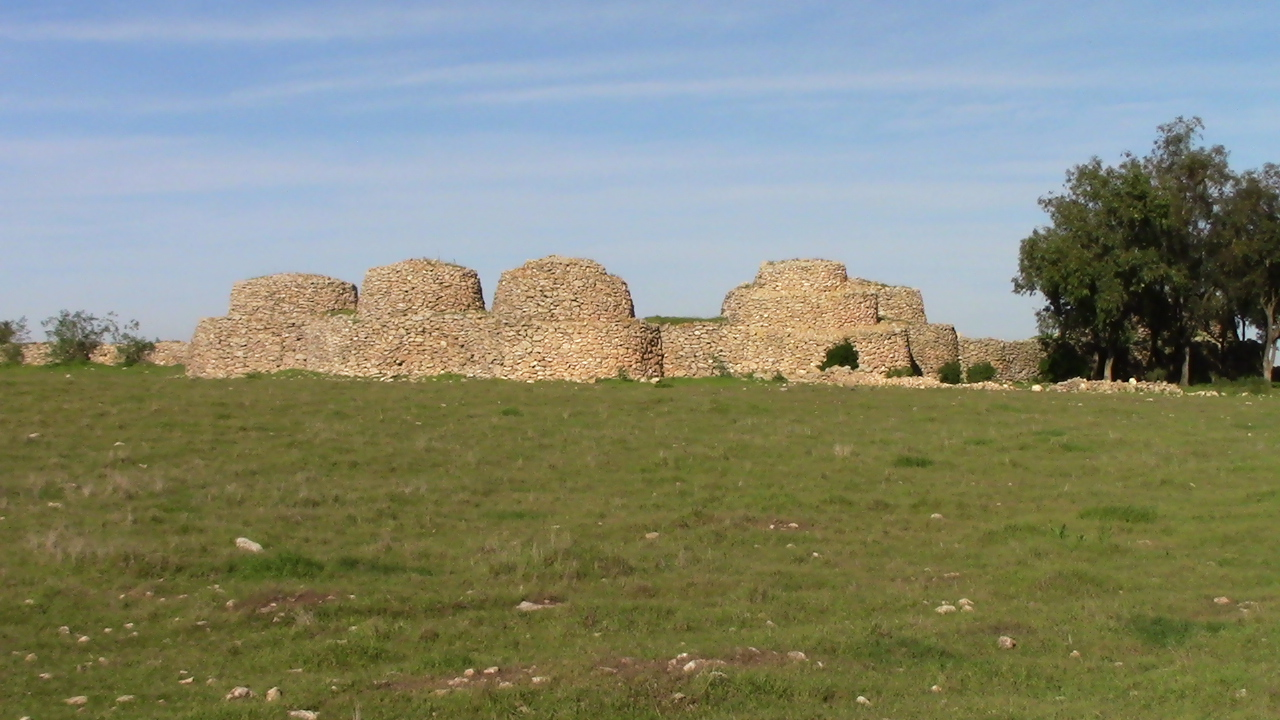
مجمع من 7 طازوطات بجماعة سيدي عابد - إقليم الجديدة

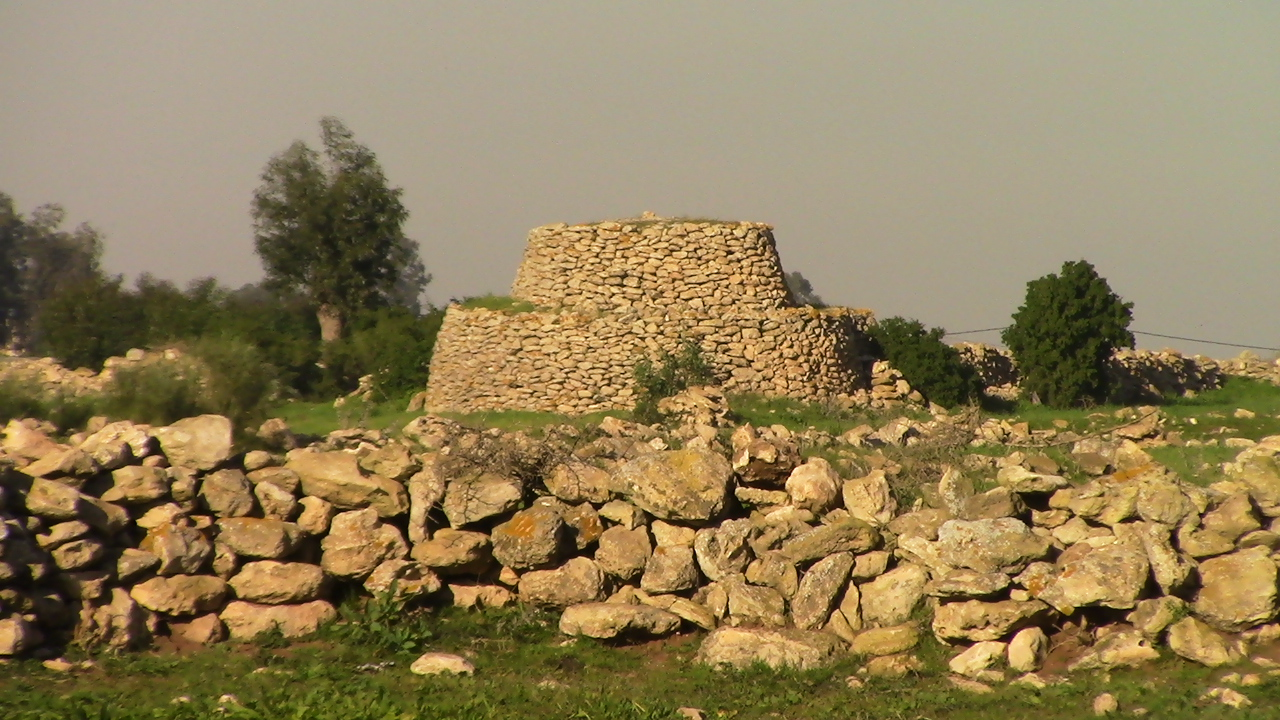
طازوطة جنوب مدينة الجديدة

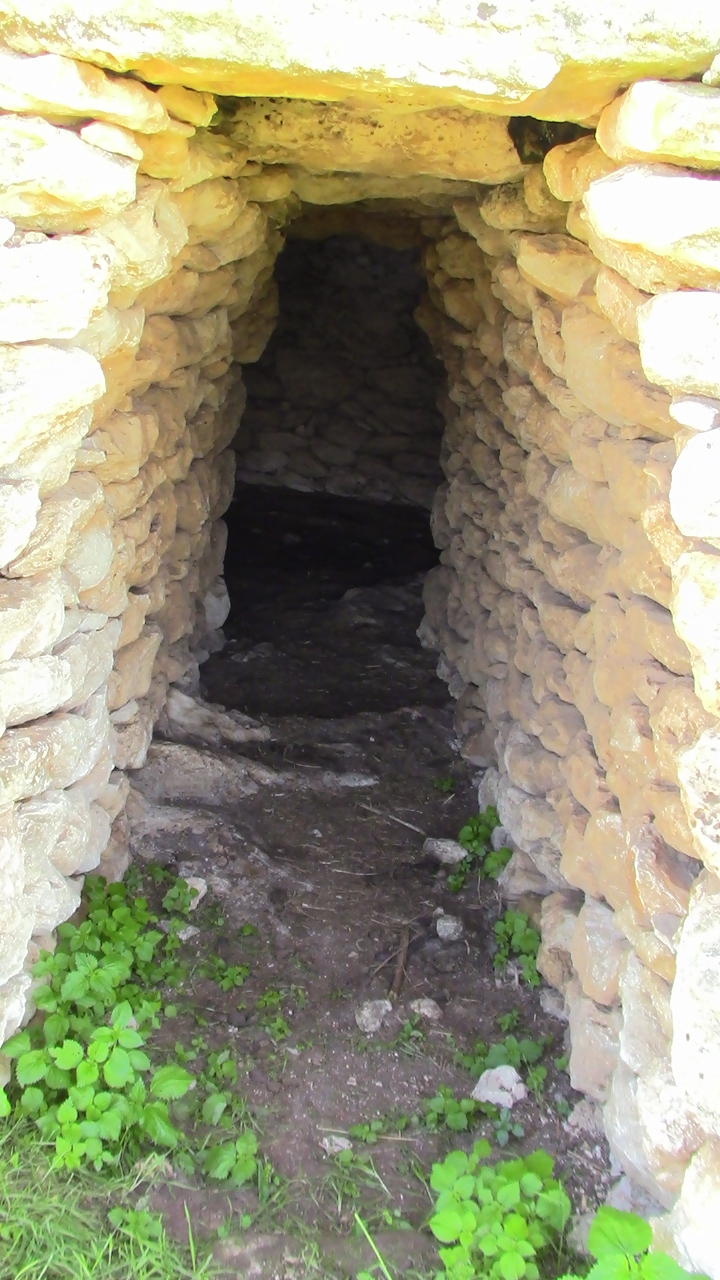
مدخل طازوطة بجماعة سيدي عابد - إقليم الجديدة

## أصول الطازوطة
هناك عدة افتراضات أو مزاعم حول أصل تسمية طازوطة:
- من الأمازيغية: هناك من ينسب الاسم إلى كلمة تازوديا التي تعني وعاءا مقعرا، لأن الشكل يشبه شكل وعاء مقعر مقلوب.[3][4][5][6]
- من الأمازيغية: هناك من ينسبه إلى مقابل كلمة النوالة التي تعني ذاك الكوخ البسيط مخروطي الشكل المبني بواسطة أعمدة عن طريق قرن رؤوسها من أعلى.[11]
- من الإسبانية: هناك تشابه مع كلمة tasota التي تعني فنجانا بالإسبانية.[6]
- من البرتغالية:

أما بالنسبة لأصل هذه التقنية، فهناك أيضا عدة افتراضات أو مزاعم:
- عن الفينيقيين: هناك من يدعي اكتسابها من طرف سكان دكالة عن الفينيقيين الذين استقروا بالمنطقة (مدينة أزمور مثلا).[4][5]

من بين أسباب اللجوء لفكرة استخدام الحجارة فيعود الأمر لتوفر الأحجار بكثرة على أسطح الأراضي الفلاحية لتلك المنطقة لدرجة إعاقة عملية الحرث والتنقل، فلجأت الساكنة إلى استخدام الحجارة في بنايات لأغراض عملية.
توجد بنايات شبيهة نوعا ما بالطازوطة في مناطق أوروبية مثل جزيرة زاكينثوس باليونان، كرواتيا، جنوب فرنسا وإيطاليا.

## تفاصيل هندسية
رغم فقدان مهارة بناء الطازوطات حاليا، فهناك بعض المعلومات العامة التي يمكننا استنتاجها من خلال ملاحظة الطازوطات الموجودة:
- تتألف الطازوطة من قاعدة و من جزء علوي.
- تكون القاعدة عموما دائرية الشكل،[3][4][5][6] لكن يمكنها من الخارج أن تتخذ أشكالا أخرى كالشكل المربع.[11]
- يكون الجزء العلوي عموما على شكل مخروط مفتوح نحو الأسفل.
- تتوفر القاعدة على مدخل.
- غالبا ما تكون هناك نافذه مباشرة فوق المدخل. تمكن هذه النافذة من التهوية، الإضاءة الطبيعية وخصوصا إدخال التبن خلال عملية تخزينه.
- عادة ما تتوفر الطازوطة على أدراج تبدأ من الأرضية وتلتف على جسمها لتصل حتى قمة الجزء المخروطي. هذه الأدراج تشكل مباشرة بالأحجار التي يتم رصها لإنجاز القاعدة والمخروط، وهذا يعطي للطازوطة شكلا حلزونيا فريدا.
- يكون ارتفاع القاعدة عموما أكثر من مترين. و يكون سمكها جدارها أيضا حوالي مترين أو أكثر لضمان الالثبات.
- يكون قطر المساحة الداخلية للطازوطة عموما حوالي خمسة أو ستة أمتار.
- يكون طول المخروط حوالي ثلاثة أمتار.
- تُعتمد بعض التفاصيل التقنية خلال تشييد الجدران تهدف إلى سقوط الأحجار نحو الخارج في حال تعرضت طازوطة للتهدم. بعض الآراء تقول بأنه يتم إمالة الجدران قليلا نحو الخارج، لكن هذه الفكرة غير واضحة.[5][6]

هناك من يقوم بتبليط الجدران الداخلية للطازوطة بخليط الطين والتبن، ويمكن بعد ذاك أيضا صباغتها وتزيينها.

## فوائد ومميزات
- تحمي من الأمطار والرياح.
- في الصيف، تحمي من أشعة الشمس وتسمح بتسلل الهواء.
- تتميز بالاستدامة، فهي تقريبا لا تتأثر سلبا بالعوامل الطبيعية العادية ولا تُأثر سلبا على البيئة.[3]

## استعمالات
يمكن استغلال الطازوطة كمحل ل:
- الحبوب / الأعلاف.[6]
- المواشي.[6]
- السكن.[3][11][6]
- الجذب السياحي، حاليا.[3][5]

## التوفري
هناك أيضا، بنفس المنطقة، نوع آخر من المنشآت شبيه بالطازوطة إلى حد كبير. إنه صنف من أصناف التوفري. هذا الصنف من التوفري يتميز عن الطازوطة بكونه يشمل جزءا تحت أرضي، ويكون عموما مستطيل الشكل، لكن جزءه العلوي المبني فوق سطح الأرض مشيد برص الأحجار كما هو الحال مع الطازوطة. في الواقع، هناك نوعان من التوفريات: هناك التوفري الذي ذكر للتو والشبيه بالطازوطة، وهناك التوفري الذي هو عبارة عن مغارة أو كهف محفور في الصخور الأرضية بدون أي جزء إضافي مبني بالأحجار فوق سطح الأرض.

## معرض صور
|  |  |  |  |
|  |  |  |  |
|  |  |  |  |